# Cantón Quero
Quero es un cantón de la provincia de Tungurahua en Ecuador.

## Historia
Santiago de Quero o Quero significa “vaso o copa de madera”. Fue fundado en la comunidad que hoy se llama Pueblo Viejo, debido a los terremotos de 1660 y de 1797 se destruyó, por ello el 11 de julio de 1797 se trasladó al lugar en el que actualmente se asienta la ciudad.
El pueblo quereño se dedica a la agricultura y ganadería  en un 90%, produce papas, cebolla, arveja, zanahoria entre otros, y un 10% son profesionales con distintos cargos.
A la Virgen María se la venera en la advocación de Nuestra Señora del Rosario del Monte. Su imagen es muy pequeña y su fiesta principal es el 2.º domingo de mayo en el caserío El Santuario. Existe muchas fiestas religiosas.

## Datos de interés
- Fecha de Fundación Civil: 1860. Cantonización 25 de julio de 1972
- Erección Eclesiástica: 1634
- Patrono: Apóstol Santiago el Mayor

Quero tiene una superficie de 173km2.  Su alcalde actual para el período 2014 - 2020 es José Morales.

## Límites
- Al norte y oeste con los cantones Mocha y Cevallos
- Al sur con la provincia de Chimborazo
- Al este con el Cantón Pelileo

## División política
Quero tiene tres parroquias:

### Parroquias urbanas
- Quero (cabecera cantonal)

### Parroquias rurales
- San Felipe de Rumipamba
- Yanayacu-Mochapata (Cab. en Yanayacu)